# Bonnie Bramlett
Bonnie Bramlett, nome artístico de Bonnie Lynn O'Farrell (8 de novembro de 1944) é uma cantora e atriz americana que alcançou sucesso na década de 1960 a partir da parceria com seu então marido Delaney Bramlett na criação do grupo Delaney, Bonnie & Friends. Após o divórcio em 1973, ela seguiu carreira solo, continuando a gravar e a se apresentar até os dias de hoje.

## Discografia solo
- Sweet Bonnie Bramlett (CBS, 1973)
- It's Time (Capricorn, 1975)
- Lady's Choice (Capricorn, 1976)
- Memories (Capricorn, 1978)
- Step by Step (1981)
- I'm Still the Same (Audium, 2002)
- Roots, Blues & Jazz (Zoho, 2006)
- I can Laugh About It Now (Zoho, 2006)
- Beautiful (Rockin' Camel, 2008)
- Piece Of My Heart - The Best Of 1969-78 (Raven, 2008)